# نوئل فیتزپاتریک
نوئل فیتزپاتریک (انگلیسی: Noel Fitzpatrick؛ زادهٔ ۱۳ دسامبر ۱۹۶۷) دامپزشک، و جراح اهل جمهوری ایرلند است.